# 히타치오타시
히타치오타시(일본어: 常陸太田市)는 일본 간토 지방 북부, 이바라키현 북부에 있는 시이다.

## 지리
남북으로 긴 모양을 하고 있으며, 시의 남북으로 사토가와강이 흘러 북부의 구지강과 합류한다. 사토가와강과 국도 349호선을 따라서 남북으로 시역이 펼쳐져 있다.

## 역사
- 1889년 4월 1일 - 정촌제 시행과 함께 구지군 오타정이 성립하였다.
- 1954년 7월 15일 - 하타소메촌, 니시오사와촌, 사키쿠촌, 사타케촌, 혼다촌, 사토촌을 편입해 히타치오타정으로 개칭하였고 시로 승격되어 히타치오타시가 되었다.
- 2004년 12월 1일 - 구지군 가나사도정, 스이후촌, 사토미촌을 편입해 현내에서 가장 면적이 넓은 시정촌이 되었다.

## 교통

### 철도
- 동일본 여객철도 스이군선

### 도로
- 조반 자동차도
- 국도 제293호선
- 국도 제349호선(일본어판)

## 인구
| 연도 | 인구   | ±%     |
| ---- | ------ | ------ |
| 1920 | 60,513 | —      |
| 1930 | 63,439 | +4.8%  |
| 1940 | 63,066 | −0.6%  |
| 1950 | 77,767 | +23.3% |
| 1960 | 72,593 | −6.7%  |
| 1970 | 63,141 | −13.0% |
| 1980 | 59,503 | −5.8%  |
| 1990 | 59,758 | +0.4%  |
| 2000 | 61,869 | +3.5%  |
| 2010 | 56,255 | −9.1%  |